# Markizaat van Tortosa

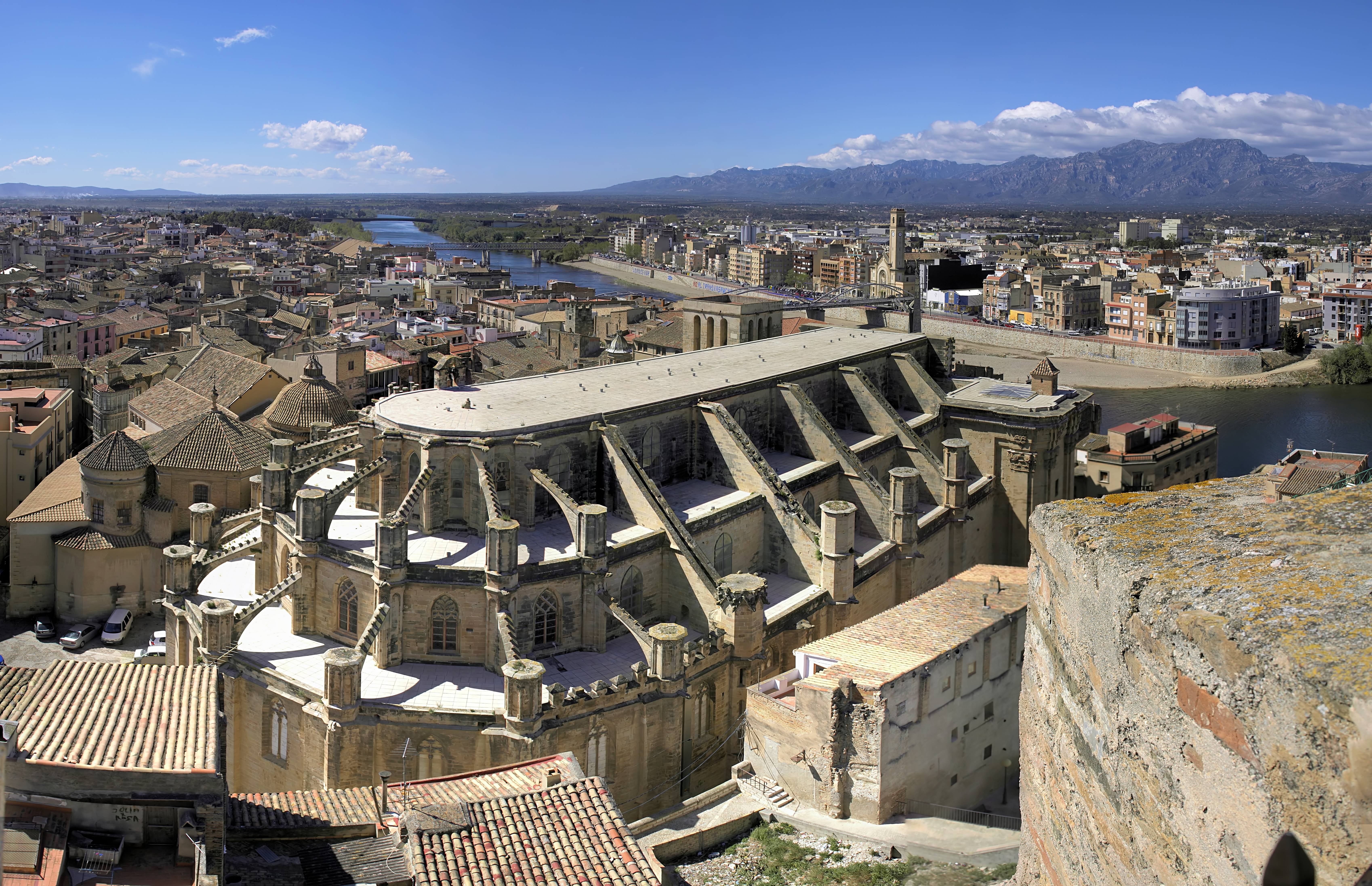
gezicht over de huidige stad Tortosa

Het markizaat van Tortosa was een middeleeuwse mark in het gebied rondom de Spaanse stad Tortosa.

## Ontstaan
Met de hulp van de graaf Armengol VI van Urgell veroverde Ramón Berenguer IV, graaf van Barcelona, vanaf ongeveer 1140 grote delen van Catalonië en Aragon op de Moren.
Toen in 1147 een Genuese vloot Barcelona aandeed en Ramón tevens de steun kon krijgen van een troepenmacht uit Zuid-Frankrijk besloot de graaf het kasteel La Zuda bij Tortosa aan te vallen. De Moren vroegen om een wapenstilstand. Deze werd toegestaan op voorwaarde dat ze de strijd zouden staken als aan het einde van het jaar 1148 bleek dat de Moorse koning geen hulptroepen zond.
Uiteindelijk gaven de Moren zich op 31 december 1148 over na een belegering van vijf maanden. Het gebied was op dat moment sinds 714 door de Moren bezet. De streek die Raymond Berengarius IV op deze manier in handen kreeg wordt aangeduid met Bajo Ebro, in het Catalaans Baix Ebre.
In oktober 1149 deden de Moren een vergeefse poging om het gebied terug te veroveren en op 30 november 1149 kregen de inwoners van Tortosa door Raymond Berengarius IV speciale privileges en rechten toegewezen. Vanaf dat moment heette het gebied marchio Dertose et llerde, in het Nederlands, de mark van Tortosa en Lerida.
De titel van markies was echter tot 1328 slechts een eretitel die niet gekoppeld was aan politieke of administratieve privileges. Het land werd onderverdeeld in heerschappen die werden geschonken aan edelen die bij de Reconquista hielpen.

## van Alfons IV tot de Reyes Católicos
In 1328 wees Alfons IV van Aragón de titel van markies van Tortosa toe aan zijn zoon Ferdinand. Dit gebeurde onder druk van zijn echtgenote Eleonora van Castilië die het markizaat als nalatenschap voor Ferdinand wilde. Dit bracht Alfons IV in de problemen omdat dit tegen de regels was zoals die bestonden sinds Jacobus II van Aragón. Die had namelijk vastgesteld dat het koninkrijk Aragón, het koninkrijk Valencia en het graafschap Barcelona één waren en niet opgedeeld mochten worden. Door Tortosa aan een nazaat van de kroon van Castilië te schenken werd hierin afgeweken. In Daroca op 20 augustus 1328 werd vervolgens door de zoon en opvolger van Alfons IV, Peter IV van Aragón, bepaald dat afstand doen van deze gebieden illegaal was en dat deze weer aan de kroon van Aragón terug moesten vallen.
In 1365 hield de vrouw van Peter IV van Aragón, Eleonora een Cortes in Tortosa, waarin ze nogmaals bepaalde dat Tortosa onderdeel uitmaakte van het koninkrijk. In 1469 trouwde Ferdinand II van Aragón met Isabella I van Castilië waardoor de eenwording van Spanje tot stand kwam. Het gebied viel vervolgens onder het Spaanse koninkrijk.